# Salvio (ribelle)
Salvio (fl. II secolo a.C.) è stato un rivoluzionario greco antico.
Schiavo nella Sicilia romana, Salvio (in latino Saluius; in greco antico: Σάλουιος?) è ricordato per il suo ruolo centrale nello sviluppo della cosiddetta seconda guerra servile (104-100/99 a.C.). Ad un certo punto della rivolta assunse il titolo regio e si attribuì il nome Trifone, forse per vantare una parentela con l'usurpatore seleucide Diodoto Trifone.
Fonte principale della guerra servile di cui Salvio fu protagonista è Diodoro Siculo (epitomato nella Biblioteca di Fozio di Costantinopoli). Salvio appare nella narrazione diodorea subito dopo il primo successo mietuto dai rivoltosi a Eraclea Minoa. Questi, inizialmente ribellatisi al padrone, tale P. Clonio, riescono a resistere alla repressione di Publio Licinio Nerva, governatore dell'isola, e scelgono Salvio come capo. A differenza di Euno, protagonista della prima guerra servile, di cui sempre Diodoro scrive, non è Salvio a sollecitare la rivolta; egli è solo scelto come capo, per ragioni non chiare. Diodoro (36.4.4) si limita a dire che Salvio fu eletto re, che praticava la divinazione e che suonava l'aulos (τότε δὴ καὶ εἰς ἐκκλησίαν συνελθόντες καὶ βουλῆς προτεθείσης πρῶτον μὲν εἵλαντο βασιλέα τὸν ὀνομαζόμενον Σάλουιον, δοκοῦντα τῆς ἱεροσκοπίας ἔμπειρον εἶναι καὶ ταῖς γυναικείαις θέαις αὐλομανοῦντα).
La descrizione di Salvio/Trifone ricorda comunque quella di Euno: entrambi sono descritti come effeminati. A Euno manca ἀνδρεία ('coraggio') e si comporta ἀνάνδρως ('non da maschio'), fuggendo διὰ δειλίαν ('per codardia'). Questa caratterizzazione, per Trifone, è veicolata meno esplicitamente, ma è significativo che Diodoro gli attribuisca il ruolo di ταῖς γυναικείαις θέαις αὐλομανοῦντα, 'suonatore di flauto in mistiche orge di donne'. La sua nazionalità non è specificata, ma la sua occupazione potrebbe rinviare ad una provenienza locale. Neppure è chiaro se l'uso del verbo δοκέω, 'essere reputato' (δοκοῦντα) rinvii ad un nesso causale tra il fatto che Salvio praticasse la divinazione e la sua scelta come capo della rivolta.
Le capacità di Salvio vengono messe per la prima volta alla prova durante l'assedio di Morgantina (Diodoro, 36.4.5-8). Il campo dei ribelli, le cui forze assommavano a 20 000 fanti e 2 000 cavalli, viene assaltato dalle forze di Licinio Nerva, che non riescono ad avere la meglio. Trifone annuncia che risparmierà chi tra i prigionieri deporrà le armi e l'iniziativa ha successo: egli può così recuperare il proprio campo, ingrossando anche le file dei ribelli. Trifone offre di liberare gli schiavi di Morgantina che si ribelleranno, ma questi preferiscono difendere i propri padroni, da cui avevano ottenuto la stessa promessa. Nerva però non mantiene la promessa fatta e gli schiavi finiscono per entrare nelle file di Trifone. L'epitome di Fozio è qui così succinta che non è chiara la cronologia di questi eventi, quanto tempo sia cioè passato dall'offerta di Trifone al tradimento di Nerva.
A questo punto, la narrazione diodorea si sposta bruscamente a ovest, tra Segesta e Lilybaeum, dove una rivolta è scoppiata su istigazione del cilicio Atenione (Ἀθηνίων), descritto da Diodoro come indovino. Come Euno, Atenione è descritto come ἀνδρείᾳ διαφέρων ('pieno di coraggio'); a differenza di Salvio, ha un ruolo attivo nello scoppio della ribellione. Dopo il racconto del fallito tentativo di Atenione di conquistare Lilibeo, il testo torna su Salvio, che lascia Morgantina per dirigersi verso Triocala, dove chiama Atenione a sé, invitandolo ad unire le forze. Tutti si aspettavano che Atenione avrebbe contestato il comando di Trifone. Atenione invece decide di unire le proprie forze a quelle di Trifone 'come un generale chiamato dal suo re' (ὑπακούων ὡς στρατηγὸς βασιλεῖ). Trifone però decide di imprigionare Atenione, sospettando un tradimento. Dal testo non è chiaro cosa spingesse Trifone a questa scelta. Dopo l'imprigionamento di Atenione, Trifone e i suoi si installano a Triocala, con il progetto di renderla capitale del regno e di costruirvi un palazzo, delle mura e una agorà.

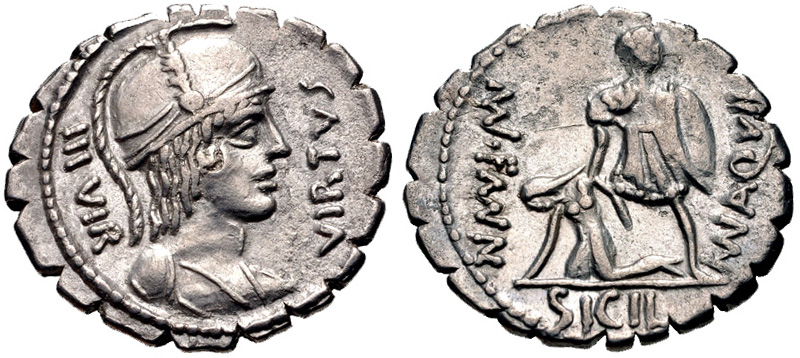
Moneta del 65 a.C. che raffigura la virtù e Manio Aquillio intento ad aiutare una donna (personificazione della Sicilia)

Dopo il fallimento di Nerva, Roma nel 103 (o nel 102) nomina propretore Lucio Licinio Lucullo (Diodoro, 36.8.1), forte di 17 000 uomini, in gran parte truppe regolari romane o italiche. Forse proprio in reazione a questa mossa, Trifone libera Atenione e pianifica una campagna. Il racconto diodoreo esprime a questo punto i diversi caratteri dei due capi ribelli: Atenione cerca infatti di convincere Trifone a non sostenere un eventuale assedio di Triocala, ma di lanciarsi in una battaglia in campo aperto. Lo scontro che segue si svolge a Scirtea e vede Atenione battersi con coraggio: egli è gravemente ferito, ma si ritira dallo scontro solo al terzo ferimento e sfugge alla cattura fingendosi (προσποιηθεὶς) morto. La vigliaccheria di Salvio è invece ribadita da Diodoro, che riporta come il capo ribelle abbandonasse presto il campo, condannando alla morte 20 000 suoi compagni. Trifone invece si rifugia a Triocala. Lucullo, non è chiaro se per imperizia o per interessi personali, non è in grado di approfittare fino in fondo della vittoria e ritorna a Roma. A Lucullo succede C. Servilio. Morto Trifone, Atenione gli succede e prosegue la lotta (Diodoro, 36.9.1). Dell'operato di Servilio non sappiamo quasi nulla dal conciso testo diodoreo. La ribellione è domata nel 101 a.C. (o l'anno successivo) dal console Manio Aquillio in una singola battaglia campale. Diodoro (36.10.1) riporta che Aquillio uccide personalmente Atenione in duello.
Il duello vinto da Aquillio resterà impresso nell'immaginario romano. Già poco dopo il termine della guerra, Aquillio, processato con l'accusa di estorsione, verrà assolto dopo che un suo difensore, M. Antonio, strappandogli la tunica, mostra le ferite ricevute da Atenione. L'episodio verrà poi ricordato al processo contro Gaio Verre nel 71 a.C., quando un nipote di Aquillio mostrerà un denario che raffigura il nonno intento ad aiutare una personificazione della Sicilia, prostrata ai suoi piedi.